# UN-Klimakonferenz in Doha 2012
Die UN-Klimakonferenz in Doha fand vom 26. November bis 8. Dezember 2012 in Doha, der Hauptstadt des arabischen Emirats Katar statt. Es war die 18. Konferenz der Vertragsstaaten der Klimarahmenkonvention der Vereinten Nationen (COP 18) und gleichzeitig das achte Treffen im Rahmen des Kyoto-Protokolls (CMP 8). Sie sollte unter anderem der weiteren Gestaltung einer Nachfolgeregelung zum Kyoto-Protokoll dienen.
Das Kyoto-Protokoll war bereits auf der UN-Klimakonferenz in Durban 2011 mit einer zweiten Verpflichtungsperiode ab 1. Januar 2013 verlängert worden. Über die Dauer der zweiten Verpflichtungsperiode (entweder bis Ende 2017 oder bis Ende 2020) und die Reduktionsbeiträge der beteiligten Industriestaaten sollte auf dieser Konferenz in Doha entschieden werden.

## Verlauf
Da die Konferenz in dem Staat einberufen wurde, dessen Einwohner pro Kopf am meisten CO2 produzieren, war bereits im Vorfeld Kritik geübt worden. Um ein Zeichen zu setzen, kündigte die Regierung von Katar am 1. Dezember an, dass bereits im kommenden Jahr mit der Produktion von Solarzellen in Ras Laffan, nördlich von Doha, begonnen werde. Der Vertrag für die etwa eine Milliarde US-Dollar (798 Millionen Euro) teure Fabrik wurde bereits am 29. Mai 2012 unterzeichnet.
Auf Druck von Gastgeber Katar einigte man sich am 8. Dezember 2012 – einen Tag nach dem geplanten Ende der Konferenz – darauf, das Kyoto-Protokoll („Kyoto II“) bis 2020 zu verlängern. In einem umstrittenen Abstimmungsverfahren rief Klimagipfel-Präsident Abdullah bin Hamad Al-Attiyah am Ende der Konferenz die Kompromissvorschläge einzeln schnell hintereinander auf und erklärte sie bei fehlendem Widerspruch für angenommen. Damit wurde ein Scheitern des Gipfels verhindert. An der zweiten Verpflichtungsperiode werden Australien, die 27 EU-Länder sowie weitere europäische Staaten teilnehmen, die für ca. 11–13 % des weltweiten CO2-Ausstoßes verantwortlich sind – Russland, Kanada, Japan und Neuseeland erklärten ihren Austritt.
Ebenfalls wurde ein Fahrplan für ein international verbindliches Klimaschutzabkommen ab 2020 verabschiedet. Die Finanzierung des Green Climate Fund scheiterte. Bestätigt werden konnte jedoch der bereits im Frühjahr 2012 vorläufig festgelegte Sitz des Green Climate Funds in Songdo, Incheon, Südkorea.
Deutsche Medien bezeichneten das Ergebnis als einen „Mini-Kompromiss“.